# Aziz Ansari
Aziz Ansari (Colúmbia, 23 de fevereiro de 1983) é um ator e comediante norte-americano conhecido por seus papéis como Tom Haverford na comédia da NBC Parks and Recreation (2009-2015) e como Dev Shah na série Master of None, criada, escrita e estrelada por Ansari, que estreou em 2015 no Netflix. Ansari também criou e estrelou o aclamado cult da MTV Human Giant. 
No cinema atuou em filmes de destaque, incluindo Tá Rindo do Que? (título original, Funny People); Eu Te Amo, Cara (I Love You, Man); O Segurança Fora de Controle (Observe and Report); e 30 Minutos ou Menos (30 Minutes or Less).
Em paralelo ao seu trabalho como ator, Ansari deu continuidade ao trabalho como comediante de standup. Em 2015 foi lançado seu quarto grande especial pelo Netflix, intitulado Live at Madison Square Garden.
Seu primeiro livro, Modern Romance: An Investigation, foi lançado em junho de 2015.

## Início da vida
Ansari nasceu no estado norte-americano da Carolina do Sul. Seus pais eram muçulmanos que emigraram de Tamil Nadu, Índia. Frequentou a Escola do Governador da Carolina do Sul para a Ciência e Matemática, em  Hartsville, e a Universidade de Nova York. Participou da NYU Stern School of Business e graduou-se em 2004.

## Carreira
Ansari começou sua carreira nos palcos de stand-up em Nova York enquanto participava da New York University. Atuou no Upright Citizens Brigade Teather. Em 2005 a Rolling Stone incluiu-o em seu relatório anual "Hot List" como sua escolha para o "Hot Standup" . Ganhou o Prêmio do Júri para Melhor Stand-up em 2006, da HBO Comedy Arts Festival, em Aspen, Colorado. Ele fazia tours em colégios e festivais de música, ocasionalmente, e também excursionou com vários comediantes de stand up e do Flight of the Conchords. Ansari iniciou sua turnê própria com o nome "the glow in Dark Tour no outono de 2008 e início de 2009.
No de Verão de 2005 Ansari começou a colaborar com os colegas comediantes Rob Huebel e Paul Scheer (ambos da famosa trupe de improvisação "respecto Montalban"), bem como o diretor Jason Woliner. A primeira série criada pelo grupo foi Shutterbugs. Este foi seguido por Illusionators. Em meados de 2006 a MTV reproduziu uma série do grupo, chamada "Human Giant", que estreou em 5 de abril de 2007. O espetáculo aclamado pela crítica completou duas temporadas. Foi oferecida uma terceira temporada, mas eles não puderam aceitar devido a outros compromissos. Foi escolhido para apresentar o MTV Movie Awards em 6 de junho de 2010.

## Parks and recreation
Em junho de 2008 Ansari foi anunciado na  nova comédia da NBC, a partir de produtores de The Office. Parques e Recreação estreou em abril de 2009. Ansari interpretou Tom Haverford, recebendo elogios dos críticos.
Além de seu trabalho em Parques e Recreação, Ansari apareceu na série da HBO Flight of the Conchords como um vendedor de frutas xenófobo. Ele também teve um papel recorrente na oitava temporada da sitcom Scrubs, da ABC, como Ed Dhandapani, um novo estagiário para o hospital. O personagem foi demitido pelo hospital e ficou fora da série para fazer "Parks and recreation". 

## Master of None
Ansari estrela a série original do Netflix, Masters of None, criada e escrita pelo próprio e pelo roteirista de Parks and Recreation Alan Yang. Aziz também dirigiu vários episódios da série. A performance de Ansari na comédia valeu-lhe uma indicação para o Globo de Ouro de melhor ator em série de comédia ou musical.